# Vuitanta-nou
El vuitanta-nou o huitanta-nou és un nombre natural que segueix el vuitanta-vuit i precedeix el noranta. És un nombre primer que s'escriu 89 o LXXXIX segons el sistema de numeració emprat.

## En altres dominis
- És el nombre atòmic de l'actini.[1]
- Designa l'any 89 i el 89 aC.
- És també un nombre primer de Sophie Germain, després del vuitanta-tres i abans del cent tretze.[2]